# Livre océanienne
La livre océanienne est l'ancienne monnaie d'invasion japonaise de 1942 à 1945 pour les territoires administrés et occupés de Guam, des îles Gilbert, Banaba, Carolines, Mariannes, Solomon, Palaos, et l'ancien Territoire de Nouvelle-Guinée.
Cet ensemble est regroupé sous l'appellation « Oceania » (en français, Océanie) dans le cadre de la Sphère de coprospérité de la Grande Asie orientale. Bien qu'officiellement appelée Océanie, la région était considérée comme une union financière et monétaire sous la domination coloniale japonaise qui comprenait plusieurs juridictions politiques plutôt qu'un seul régime.
Les émissions, au nom de « The Japanese Governement », consistent en une série de 4 billets de banque pour des valeurs de ½ shilling (violet), 1 shilling (bleu), 10 shillings (marron) et 1 livre (vert). 

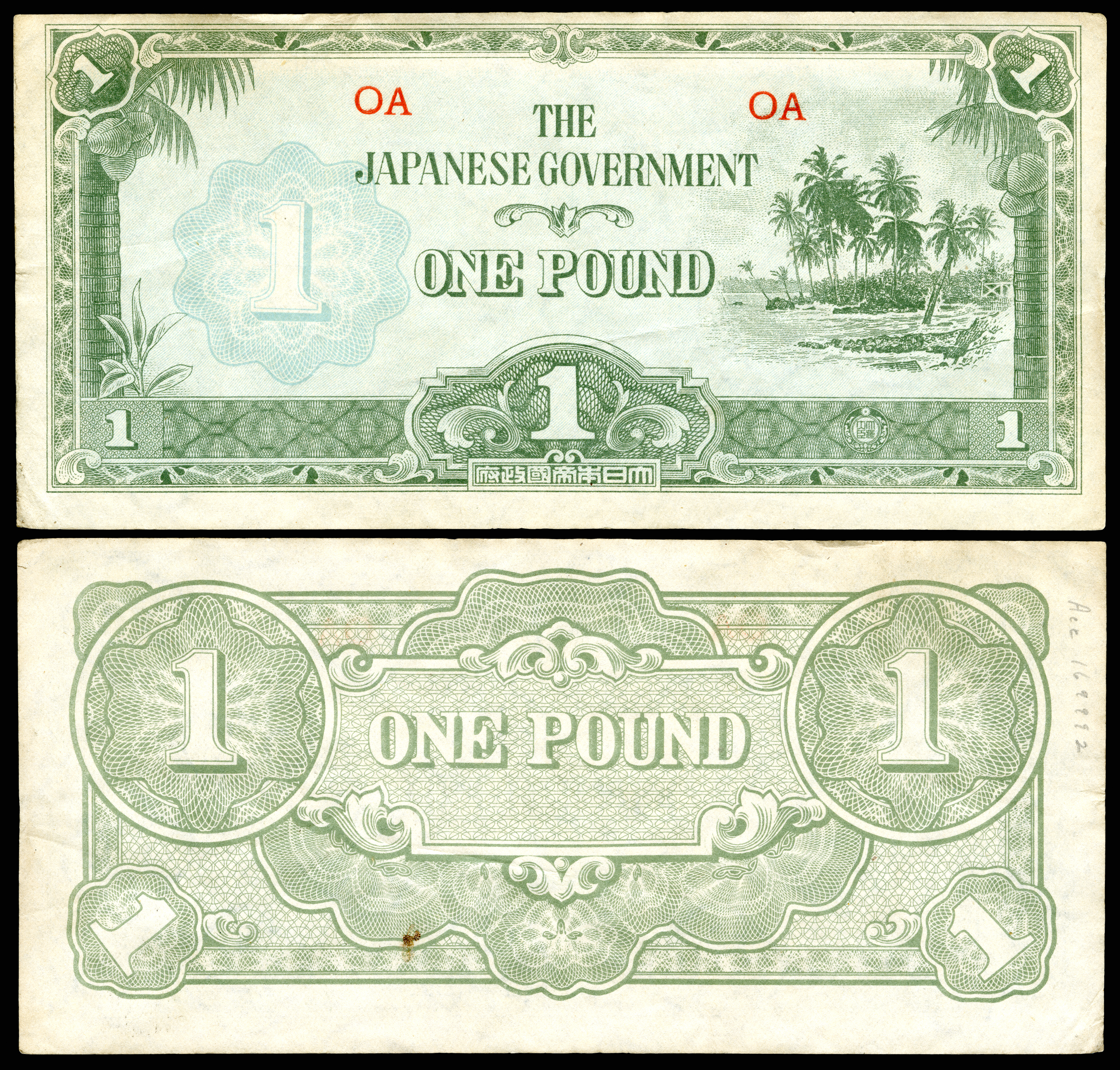
Recto et verso du billet de 1 livre (1942).

Le motif figurant au recto est générique, il représente une plage et des cocotiers. Tous ces billets comportent un numéro de série en rouge commençant par la lettre « O ». Cette série est considérée comme une émission temporaire, de fait, l'Empire n'eut pas le temps de la remplacer par un autre système. Par ailleurs, elle n'a pas été fabriquée dans l'attente d'une invasion de l'Australie.
En août 1945, la Sphère de coprospérité est dissoute et cette monnaie déclarée sans valeur de façon unilatérale par le gouvernement japonais le 16 septembre suivant. La livre australienne et le dollar américain la remplacent selon l'administration qui prend place sur les territoires reconquis.